# Keshorn Walcott
Keshorn "Keshie" Walcott (Toco, 2. travnja 1993.), trinidadsko-tobaški bacač koplja i pobjednik na Olimpijskim igrama 2012. godine. Prvi je crnac koji je osvojio zlatnu medalju u bacanju koplja u povijesti Olimpijskih igara. 
Walcott je također najmlađi osvajač olimpijske zlatne medalje u bacanju koplja (19 godina i 131 dan). Nositelj je najvišeg odlikovanja Republike Trinidada i Tobaga.

## Sezonski rekordi
- 2010. – 67,01 m
- 2011. – 75,77 m
- 2012. – 84,58 m
- 2013. – 84,39 m
- 2014. – 85,77 m
- 2015. - 90,16 m NR